# STS-46
La STS-46 è una missione spaziale del Programma Space Shuttle. È stata la prima missione spaziale che ha coinvolto un astronauta svizzero, Claude Nicollier ed uno italiano, Franco Malerba.

## Equipaggio
- Loren J. Shriver (3) - Comandante
- Andrew M. Allen (1) - Pilota
- Jeffrey A. Hoffman (3) - Specialista di missione
- Franklin R. Chang-Diaz (3) - Specialista di missione
- Claude Nicollier (4) - Specialista di missione
- Marsha S. Ivins (2) - Specialista di missione
- Franco Malerba (1) - Specialista del carico - ESA

Tra parentesi il numero di voli spaziali completati da ogni membro dell'equipaggio, inclusa questa missione.

## Parametri della missione
- Massa:
  - Navetta al rientro con carico: 94.676 kg
  - Carico utile: 12.164 kg
- Perigeo: 425 km
- Apogeo: 437 km
- Inclinazione orbitale: 28.5°
- Periodo: 1 ora, 33 minuti, 12 secondi